# Finnsjön (Hällesjö socken, Jämtland)
Finnsjön är en sjö i Bräcke kommun i Jämtland och ingår i Ljungans huvudavrinningsområde. Sjön har en area på 0,257 kvadratkilometer och ligger 352,1 meter över havet. Sjön avvattnas av vattendraget Finntjärnbäcken.

## Delavrinningsområde
Finnsjön ingår i det delavrinningsområde (698593-150158) som SMHI kallar för Utloppet av Finnsjön. Medelhöjden är 384 meter över havet och ytan är 1,57 kvadratkilometer. Det finns ett avrinningsområde uppströms, och räknas det in blir den ackumulerade arean 17,06 kvadratkilometer. Finntjärnbäcken som avvattnar avrinningsområdet har biflödesordning 5, vilket innebär att vattnet flödar genom totalt 5 vattendrag innan det når havet efter 169 kilometer. Avrinningsområdet består mestadels av skog (80 procent). Avrinningsområdet har 0,26 kvadratkilometer vattenytor vilket ger det en sjöprocent på 16,2 procent.